# Wzór Eulera (teoria grafów)
Wzór Eulera, wzór Eulera dla grafów płaskich – twierdzenie teorii grafów opisujące zależność między liczbą wierzchołków, ścian i krawędzi grafu płaskiego.

## Teza
Niech {\displaystyle G} będzie spójnym grafem płaskim i niech liczba wierzchołków, krawędzi i ścian grafu {\displaystyle G} wynosi odpowiednio: {\displaystyle \nu =\nu (G)=|V|,} {\displaystyle \varepsilon =\varepsilon (G)=|E|} i {\displaystyle \varphi =\varphi (G)=|S|.} Wówczas:
{\displaystyle \nu -\varepsilon +\varphi =2.}

## Dowód
Dowód metodą indukcji matematycznej względem liczby krawędzi {\displaystyle \varepsilon } spójnego płaskiego grafu {\displaystyle G.} Jeśli {\displaystyle \varepsilon =0,} to ponieważ graf jest spójny {\displaystyle \nu =\nu (G)=1} oraz {\displaystyle \varphi =\varphi (G)=1} (ściana nieograniczona). Twierdzenie jest więc prawdziwe w tym przypadku. Założymy teraz, że twierdzenie zachodzi dla dowolnego spójnego grafu płaskiego o {\displaystyle \varepsilon -1} krawędziach i pokażemy, że zachodzi wtedy również dla spójnego grafu płaskiego {\displaystyle G} o {\displaystyle \varepsilon } krawędziach. Zauważmy, że jeżeli {\displaystyle G} jest drzewem na {\displaystyle \nu } wierzchołkach, to {\displaystyle \varepsilon =\nu -1} i {\displaystyle \varphi =\varphi (G)=1,} a więc
{\displaystyle \nu -\varepsilon +\varphi =\nu -(\nu -1)+1=\nu -\nu +1+1=2.}
Stąd twierdzenie jest prawdziwe dla dowolnego drzewa.Załóżmy więc, że {\displaystyle G} nie jest drzewem. Istnieje wtedy co najmniej jeden cykl. Niech {\displaystyle e} będzie krawędzią zawartą w pewnym cyklu grafu {\displaystyle G.} Wówczas {\displaystyle e} należy do brzegu dokładnie dwóch ścian i {\displaystyle e} nie jest krawędzią cięcia. Wyrzucenie krawędzi {\displaystyle e} spowoduje więc powstanie z tych dwóch ścian jednej ściany i nie rozspójni grafu {\displaystyle G.} {\displaystyle G-e} jest więc spójnym grafem płaskim z {\displaystyle \nu } wierzchołkami, {\displaystyle \varepsilon -1} krawędziami i {\displaystyle \varphi -1} ścianami. Możemy więc dla grafu {\displaystyle G-e} zastosować założenie indukcyjne:
{\displaystyle \nu (G-e)-\varepsilon (G-e)+\varphi (G-e)=\nu -(\varepsilon -1)+(\varphi -1)=2,}
co po przekształceniach daje: {\displaystyle \nu -\varepsilon +\varphi =2.} Na mocy zasady indukcji matematycznej twierdzenie zachodzi dla dowolnego spójnego grafu płaskiego {\displaystyle G.}

## Wnioski
- Wszystkie grafy płaskie danego spójnego grafu planarnego mają taką samą liczbę ścian.
- Jeżeli {\displaystyle G} jest planarnym grafem i {\displaystyle \nu \geqslant 2} oraz jego talia (długość najkrótszego cyklu) wynosi {\displaystyle r,} to: {\displaystyle (r-2)\varepsilon \leqslant r(\nu -2).}
- Jeżeli {\displaystyle G} jest planarnym grafem prostym i {\displaystyle \nu \geqslant 3,} to: {\displaystyle \varepsilon \leqslant 3\nu -6.}
- Jeżeli {\displaystyle G} jest planarnym grafem prostym i {\displaystyle \nu \geqslant 3} oraz {\displaystyle G} nie ma trójkątów (cykli długości 3), to: {\displaystyle \varepsilon \leqslant 2\nu -4.}
- Graf Kuratowskiego {\displaystyle K_{5}} nie jest planarny.
- Graf Kuratowskiego {\displaystyle K_{3,3}} nie jest planarny.
- Graf Petersena nie jest planarny.
- Jeżeli {\displaystyle G} jest planarnym grafem prostym, to {\displaystyle G} zawiera wierzchołek stopnia co najwyżej 5, to znaczy {\displaystyle \delta (G)\leqslant 5.}
- Jeżeli {\displaystyle G} jest grafem płaskim o {\displaystyle \omega } składowych spójności, to: {\displaystyle \nu -\varepsilon +\varphi =\omega +1.}

## Uogólnienie
Jeżeli G jest grafem spójnym, którego genus wynosi {\displaystyle g,} to:
{\displaystyle |V|+|S|-|E|=2-2g.}